# Arshaluys
Arshaluys là một đô thị thuộc tỉnh Armavir, Armenia. Dân số ước tính năm 2011 là 4099 người.